# Lobocleta jamaicensis
Lobocleta jamaicensis är en fjärilsart som beskrevs av W. Warren 1897. Lobocleta jamaicensis ingår i släktet Lobocleta och familjen mätare. Inga underarter finns listade i Catalogue of Life.